# High-key

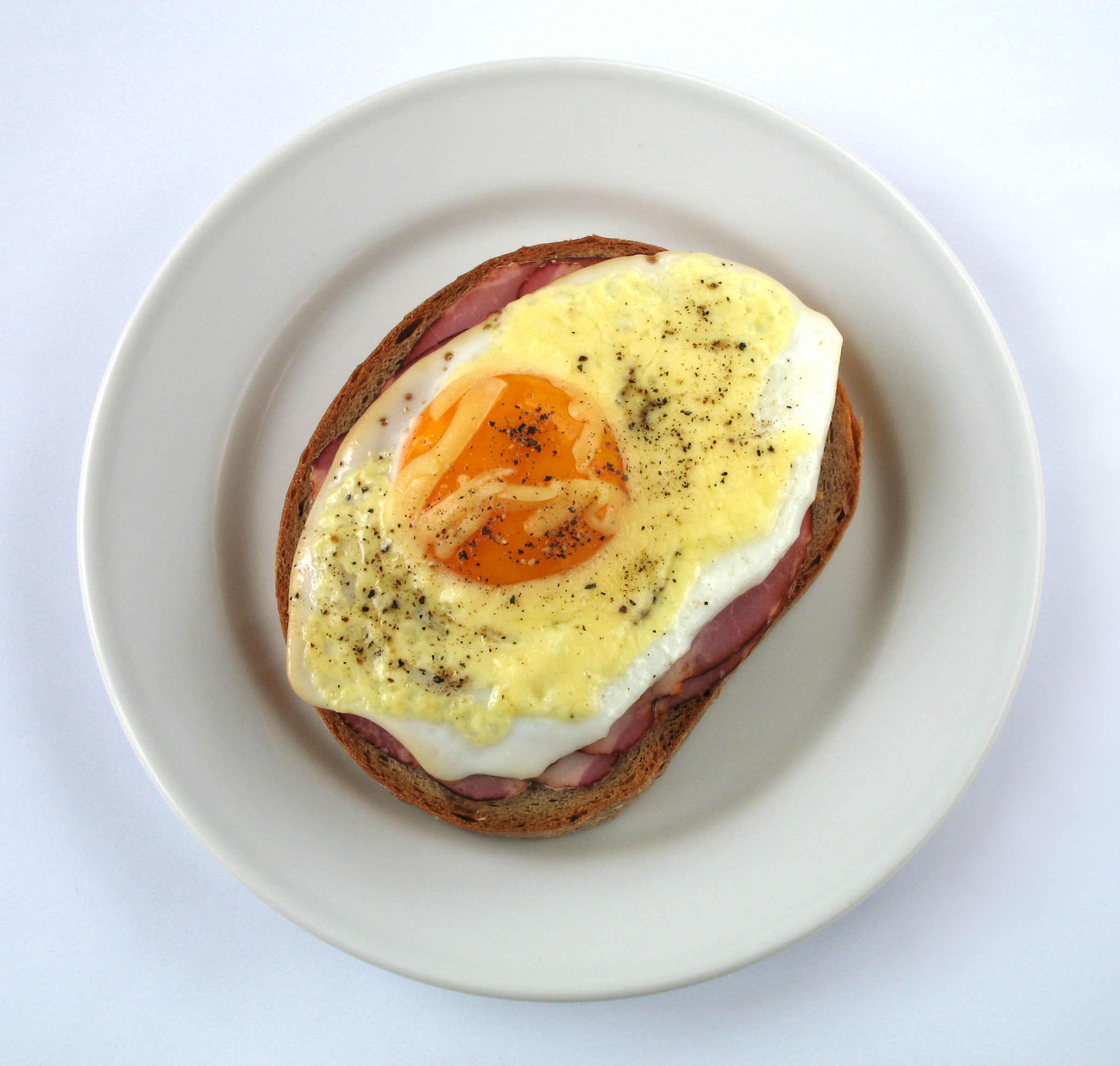
High-keybild.

High-key är bilder som domineras av ljusa toner. Om en bild är high-key eller inte avgörs mer av hur bilden exponeras och bearbetas än av själva motivet. Motsatsen till high key är low-key.